# Pre-umowa
Pre-umowa – termin występujący w regionalnych programach operacyjnych w ramach polityki spójności UE w latach 2007–2013. Jest to forma umowy stosowana w projektach unijnych znajdujących się w indykatywnych wykazach indywidualnych projektów kluczowych dla poszczególnych regionów. Pre-umowa jest zobowiązaniem beneficjenta do prawidłowego i terminowego przygotowania indywidualnego projektu kluczowego do realizacji w ramach regionalnego programu operacyjnego. Określa niezbędne warunki do spełnienia przez beneficjenta przed złożeniem przez niego wniosku o dofinansowanie dla indywidualnego projektu kluczowego.
Podpisanie pre-umowy nie jest równoznaczne z uzyskaniem dofinansowania. Uzależnione jest to od spełnienia przez projekt wymogów formalnych i merytorycznych dotyczących przygotowania odpowiedniej dokumentacji i gotowości do wdrożenia.

## Warunki zawarte w pre-umowie
- prawidłowe i terminowe przygotowanie dokumentacji projektu wraz z wnioskiem o dofinansowanie, sporządzonym według kryteriów przedstawionych przez IZ,
- przekazanie przez beneficjenta do IZ/IP II pełnej wymaganej dokumentacji projektu i prawidłowo wypełnionego wniosku o dofinansowanie w terminie ustalonym w pre-umowie, do oceny według kryteriów przyjętych przez komitet monitorujący dla RPO w latach 2007-2013,
- zyskanie pozytywnego wyniku oceny wniosku o dofinansowanie wraz z wymaganymi załącznikami.

Pre-umowa określa m.in. (dla pre-umów w ramach Regionalnego Programu Operacyjnego Województwa Mazowieckiego):
- strony umowy,
- przedmiot umowy,
- system nadzoru nad wykonaniem umowy,
- szczegółowe warunki umowy,
- wartość projektu, źródła finansowania, koszty postępowania,
- kwalifikowalność wydatków,
- monitorowanie i sprawozdawczość,
- ochronę danych osobowych,
- procedurę zawierania umów dla zadań objętych projektem,
- rachunkowość i kontrolę,
- warunki rozwiązania umowy,
- postanowienia końcowe.

## Po podpisaniu
Po podpisaniu pre-umowy, beneficjent składa wniosek o dofinansowanie, w którym oświadcza, że zapewnia finansowanie projektu. Złożony przez beneficjenta wniosek o dofinansowanie poddawany jest dopiero ocenie merytorycznej. W przypadku pozytywnej oceny zostanie podpisana umowa o dofinansowanie. Po jej podpisaniu beneficjent może składać do IP wniosek o płatność.
W okresie prognozowania 2007–2013 w Polsce funkcjonuje 16 regionalnych programów operacyjnych w ramach Europejskiego Funduszu Rozwoju Regionalnego dla każdego województwa.